# Francis Field
Francis Field je stadion v St. Louis v USA. Provozuje jej Washington University in St. Louis a slouží zejména jejím studentům pro fotbal, americký fotbal a atletiku. Pojme 3 000 diváků. Stadion byl otevřen v roce 1903 a následně byl hlavním dějištěm Letních olympijských her 1904.
V létě 2004 byl Francis Field zrekonstruován a jeho přírodní trávu byla nahrazena umělým trávníkem.